# Viré-en-Champagne
Viré-en-Champagne település Franciaországban, Sarthe megyében. Lakosainak száma 203 fő (2022. január 1.). Viré-en-Champagne Saint-Denis-d’Orques, Bannes, Cossé-en-Champagne, Thorigné-en-Charnie és Avessé községekkel határos.

## Népesség
A település népessége az elmúlt években az alábbi módon változott:
| Lakosok száma | 231  | 212  | 207  | 200  | 197  | 195  | 198  | 200  | 203  |
|               | 2013 | 2015 | 2016 | 2017 | 2018 | 2019 | 2020 | 2021 | 2022 |